# Slovenská hokejová reprezentace do 18 let
Slovenská hokejová reprezentace do 18 let je výběrem nejlepších slovenských hráčů ledního hokeje v této věkové kategorii. Od roku 1999 se účastní mistrovství světa do 18 let. Tým je řízen Slovenským svazem ledního hokeje, který je členem Mezinárodní hokejové federace.

## Účast namistrovství Evropy
| ME       | Místo konání                | Umístění                               |
| -------- | --------------------------- | -------------------------------------- |
| MEJ 1993 | Polsko (Osvětim, Nowy Targ) | C. skupina - 2. místo                  |
| MEJ 1994 | Finsko (Jyväskylä)          | C. skupina - Postup do skupiny B       |
| MEJ 1995 | Německo (Berlín)            | B. skupina - Postup na ME juniorů 1996 |
| ME 1996  | Rusko (Ufa)                 | 7. místo                               |
| ME 1997  | Česko (Znojmo, Třebíč)      | 6. místo                               |
| ME 1998  | Švédsko (Mora, Malung)      | 6. místo                               |

## Účast namistrovstvísvěta
| MS        | Místo konání                          | Umístění                               |
| --------- | ------------------------------------- | -------------------------------------- |
| MS18´1999 | Německo (Füssen a Kaufbeuren)         | . místo                                |
| MS18´2000 | Švýcarsko (Kloten a Weinfelden)       | 5. místo                               |
| MS18´2001 | Finsko (Heinola, Helsinky a Lahti)    | 8. místo                               |
| MS18´2002 | Slovensko (Piešťany a Trnava)         | 8. místo                               |
| MS18´2003 | Rusko (Jaroslavl)                     | . místo                                |
| MS18´2004 | Bělorusko (Minsk)                     | 6. místo                               |
| MS18´2005 | Česko (Plzeň a České Budějovice)      | 6. místo                               |
| MS18´2006 | Švédsko (Ängelholm a Halmstad)        | 7. místo                               |
| MS18´2007 | Finsko (Rauma a Tampere)              | 5. místo                               |
| MS18´2008 | Polsko (Toruň)                        | 7. místo                               |
| MS18´2009 | USA (Fargo)                           | 7. místo                               |
| MS18´2010 | Bělorusko (Minsk a Babrujsk)          | 8. místo                               |
| MS18´2011 | Německo (Crimmitschau a Drážďany)     | 10. místo                              |
| MS18´2012 | Česko (Brno, Znojmo a Břeclav)        | 1. divize - Postup (1. místo ve sk. A) |
| MS18´2013 | Rusko (Soči)                          | 9. místo                               |
| MS18´2014 | Finsko (Lappeenranta, Imatra)         | 8. místo                               |
| MS18´2015 | Švýcarsko (Zug, Lucern)               | 7. místo                               |
| MS18´2016 | USA (Grand Forks)                     | 5. místo                               |
| MS18´2017 | Slovensko (Poprad , Spišská Nová Ves) | 6. místo                               |
| MS18´2018 | Rusko Čeljabinsk, Magnitogorsk        | 7. místo                               |
| MS18´2019 | Švédsko Örnsköldsvik a Umeå           | 10. místo                              |
| MS18´2020 | USA Ann Arbor a Plymouth              | Ne                                     |
| MS18'2022 | Slovensko (Piešťany)                  | 1. místo (Divize I A - postup)         |
| MS18'2023 | Švýcarsko Basilej, Porrentruy         | 4. místo                               |
| MS18'2024 | Finsko Espoo, Vantaa                  | 4. místo                               |
| MS18'2025 | USA Frisco, Allen                     | 4. místo                               |